# Forlì Calcio a Cinque
L'Associazione Sportiva Dilettantistica Calcio a Cinque Forlì  è una squadra italiana di calcio a 5 con sede a San Martino in Strada, che rappresenta la città di Forlì, e gioca le sue partite casalinghe nella Palestra Luigi Marabini.

## Storia
Il Calcio a Cinque Forlì è una delle società di riferimento regionale fin dagli albori della disciplina negli anni '80. Con la riforma dei campionati voluti dalla LND, nella seconda metà degli anni '90 il Forlì fu inserito nel campionato regionale di serie C. Arriviamo quindi al 1998 quando entrò in carica l’attuale presidente Decimo Bellini, che rifondò totalmente la società: dopo un paio di campionati di assestamento, nella stagione 2001-2002 la squadra guidata da Nassetti vince la fase regionale di Coppa Italia e la Serie C dell'Emilia-Romagna. Il regolamento dell'epoca, modificato già dalla stagione successiva, non prevedeva tuttavia la promozione diretta alla Serie B della prima classificata bensì la disputa dei play-off nei quali i galletti sono beffati dall'Imola. La rinuncia di alcune società porta comunque al ripescaggio del Forlì in Serie B.
Dalla stagione successiva, per lo sbarco nel campionato nazionale, la guida tecnica è affidata al bolognese Roberto Dall'Olio. In squadra ci sono Agostini, lo storico capitano Gorini, il bomber Graziani (più di 200 gol con la maglia forlivese); ma anche Matteo Matteucci, Massimiliano Castellani, attuale allenatore della prima squadra e di un giovanissimo Luca Cangini Greggi che tutt'ora è il capitano.
Furono stagioni esaltanti coi romagnoli capaci di sfiorare più volte i paly-off promozione; il futsal era in espansione e l’arrivo di sempre più oriundi innalzò verticalmente il livello dei campionati e vennero anni difficili con il Forlì, tutto italiano, costretto a lottare per evitare la retrocessione. Nel 2006 arrivò la storica salvezza ai play out conquistata in trasferta sul campo del Fabriano ma la stagione successiva arrivò la retrocessione diretta nel campionato regionale. Finiva così la prima era Dall’Olio.
Era l’estate del 2007, un momento cruciale per la storia della società: si decise di fare domanda di ripescaggio e Massimo Conficconi, arrivato la stagione precedente come responsabile del settore giovanile, fu nominato direttore sportivo entrando in società con Bellini con l’incarico di Vice Presidente.
La domanda di ripescaggio fu accolta e per il Forlì fu ancora serie B; la squadra fu affidata al riminese Domeniconi e il rooster fu rivoluzionato con l’addio di alcuni senatori e l’arrivo di alcuni dei migliori giocatori romagnoli come Bucci, Placuzzi, Ghirotti e il portiere Gardini con le uniche conferme di Pari, Cangini, Gorini e Graziani.
Una squadra ringiovanita che nel girone d’andata fece molto bene ma poi fu risucchiata nuovamente in zona play-out col destino che rimise faccia a faccia Forlì e Fabriano. Esonerato Domeniconi la squadra fu affidata per il play-out alla “vecchia volpe” Giovanni Garoia, già tecnico dei galletti nei lontani anni ’80. Dopo il pari della gara d’andata a Forlì i romagnoli scesero nelle marche obbligati a vincere e proprio come due anni prima riuscirono a salvarsi imponendosi per 5-3, con la rete della sicurezza firmata dal portiere Gardini direttamente dalla propria porta; una giornata storica per la società.
La stagione 2008/09 vide la squadra affidata nuovamente a Dall’Olio che portò volti nuovi in squadra provenienti dall’Emilia come Anzivino e Miscioscia; venne una stagione esaltante con i romagnoli capaci di salvarsi con ampio margine sulla fine del campionato nonostante fosse l’unica squadra composta da soli italiani.
Nella stagione 2009/10, dopo l’addio di Dall’Olio che approdò alla Reggiana, in casa romagnola vi fu l’apertura agli oriundi: la squadra fu affidata al brasiliano Mael Correa ed arrivarono i primi stranieri: i giovani Piovesan e Parodi e l’esperto Mantovani tutti italo brasiliani.
Forlì, inserito nel girone con piemontesi e lombarde, visse una stagione complicata ma la squadra si salvò grazie alle reti di Toni Marcio e Juliano “Cina” Perrotti, altri due oriundi arrivati entrambi nel mercato invernale, anche se i play-off promozione rimasero un sogno.
Nell’estate del 2010 vi fu il salto di qualità: la squadra fu affidata al blasonato tecnico Alberto Carobbi: si ripartì da capitan Cangini e Perrotti, uno da 130 gol in 3 stagioni e mezzo, e arrivarono altri campioni che scriveranno pagine importanti della storia bianco rossa: Igor Vignoli, uno che ha lasciato la serie A e il giro della nazionale per sposare la causa forlivese e l’universale Alan Salles, lusso per la categoria.
La musica era cambiata e Forlì si classificò secondo in campionato dietro al Civitanova e perse la finale play-off che valeva la serie A2 contro la bestia nera Palextra Fano dopo che in semifinale i romagnoli eliminarono la Reggiana dell’ex Dall’Olio con lo storico gol di capitan Cangini a diciassette secondi dalla sirena al Pala Bigi di Reggio Emilia.
Nel 2011 la squadra fu confermata praticamente in blocco con l’innesto del giapponese Shinji; arrivò un altro secondo posto dietro la corazzata Reggiana. Fatali furono i punti lasciati nelle prime giornate. Non bastò vincere entrambi gli scontri diretti e non bastò neanche un girone di ritorno con undici vittorie consecutive per primeggiare coi forlivesi costretti ancora ai play-off. La corsa si fermò in semifinale contro il Gorizia in una partita che ancora fa parlare per un rigore eclatante non dato ai romagnoli nell’ultimo minuto di gioco che avrebbe garantito la finale. Una stagione comunque da protagonisti coi Romagnoli che si qualificarono per la prima volta nella storia alle Final Eight di Coppa Italia che si svolsero a Policoro (PT): l’esito non fu dei migliori con l’eliminazione rocambolesca ai quarti contro il Colleferro per 1-0 maturata nei minuti finali.
Nella stagione 2012-13, abbandonato il PalaMarabini di San Martino in Strada, i romagnoli si trasferiscono al nuovo Palasport di Meldola. Affidata la guida a Matteucci, vice di Carobbi nelle ultime stagioni, la squadra viene confermata in blocco con l’arrivo di un portiere del calibro di Diego Moretti; un campionato perfetto coi romagnoli capaci di vincere le prime dodici gare consecutive conquistando la promozione diretta in serie A2 con quattro turni di anticipo. Memorabili le vittorie in trasferta sul campo del Portos alla seconda giornata per 5-2 contro la più accreditata rivale dei romagnoli grazie al poker servito da Cantieri e la vittoria per 4-2 nella bolgia di Manfredonia prima di Natale che produsse il vuoto in classifica. Decisiva fu poi la vittoria interna col Portos per 3-2 nella gara di ritorno che mise la parola fine al campionato. Unico passo falso la sconfitta in terra pugliese per 4-2 sul campo della Salinis alla terza di ritorno. Il 2 marzo 2013 i romagnoli batterono a Meldola per 3-1 il Futsal Barletta conquistando matematicamente la serie A2. La ciliegina sulla torta arrivò poi con la qualificazione dei romagnoli alla fase finale della Coppa Italia di categoria per il secondo anno consecutivo. Le finali si svolsero a Porto San Giorgio con l’AT.ED.2 che batté nei quarti il Carmagnola grazie a una tripletta di Salles ma poi cedette alla quotata CAME Dosson in semifinale.
Nell’estate 2013 l’AT.ED.2 si rifà il look per la serie A2: salutati Perrotti, secondo marcatore di tutti i tempi della società, il nipponico Shinji e Bressan arrivano i brasiliani Pietrobom, Lucas Ferreira, Garibaldi e Nakamura.
Il 4 ottobre 2013 i romagnoli debuttano in Serie A2 ospitando l’Aosta. Grazie alla doppietta di Salles e alla rete di Cangini, i romagnoli bagnano il primo successo nella categoria. La stagione che procede a vele spiegate coi romagnoli di Matteucci che diventano la vera sorpresa del campionato, assicurandosi non solo la salvezza ma terminando il campionato al quinto posto. Il percorso nei play-off si ferma già ai quarti di finale contro il Città di Sestu che poi conquisterà la promozione nella massima serie. Da rilevare le buone prestazioni offerte nelle gare casalinghe dove, grazie all'aiuto del pubblico, per 13 partite consecutive, tra le annate 2012/2013 e 2013/2014, si registrano solo vittorie.
Nella stagione 2014/15, al secondo anno nella seconda serie nazionale, la squadra viene riaffidata a Metteucci che però vede partire tutti i pezzi più pregiati, dai senatori Moretti e Vignoli, ai brasiliani Garibaldi e Lucas Ferreira. Si riparte da capitan Cangini, Salles e Pietrobom, reduce dall’operazione al crociato e disponibile solo da febbraio, e si scommette sul giovane portiere Massafra, sui brasiliani Diego Verona e Thiago Marques e lo sloveno Bizjak con l’obiettivo di arrivare ad una salvezza tranquilla.
Un inizio di campionato non all’altezza delle aspettative, con la squadra invischiata nelle zone calde della classifica, fa prendere decisioni drastiche alla società che, nel mercato dicembrino, taglia in blocco tutti i nuovi acquisti; la società riparte da nomi importanti come quelli dell’eterno Cleverson Favetti, Gabriel Mazocco e del portiere Diego Decrescenzo. L’inizio del girone di ritorno è incoraggiante e lascia presagire ad una inversione di tendenza, ma l’ennesimo grave infortunio proprio del nuovo arrivato Decrescenzo, dà il colpo di grazia ai romagnoli che sprofondano in una crisi di risultati che li porterà fino all’ultimo posto in classifica che li condanna alla retrocessione nella serie cadetta.
La società prende la decisione di non presentare domanda di ripescaggio e così nella stagione 2015/16 si riparte dal girone C della serie cadetta sotto la nuova guida tecnica di Massimiliano Castellani. Si torna a giocare al Pala Marabini di San Martino in strada con una rosa formata da tutti italiani della zona: confermati Cangini, Migliori e Bianchi arrivano dal Faventia Aldini, Lesce e Leoni e dal Cesena Pasolini e Bonandi. Ma l'obiettivo primario è valorizzare al meglio i giovani cresciuti nel vivaio forlivese senza particolari ambizioni di classifica. Ne viene una salvezza tranquilla, conquistata con buon anticipo, tra alti e bassi ma con la soddisfazione di aver fatto esordire diversi giovanissimi nel futsal nazionale come Gardelli, Mozzoni e Di Maio.
Nella stagione 2016/17 la squadra viene riaffidata a mister Castellani, salutano Bonandi e Pasolini, ritornano due pezzi da novanta Diego Moretti in porta, che da novembre coprirà anche il ruolo di allenatore dopo le dimissioni di Castellani, e il pivot brasiliano Pietrobom. Per il resto rosa confermata praticamente in blocco. L’AT.ED.2 viaggia in zone tranquille di centro classifica per tutto il girone d’andata; nel mercato dicembrino bomber Lesce parte acquistato dall’Imola in serie A e arriva la tegola del grave infortunio di Pietrobom. La società torna così sul mercato ingaggiando il terzo nipponico della sua storia Hiroyuki Takahashi e il centrale brasiliano Bruno Casagrande. Un girone di ritorno positivo porta alla matematica salvezza conquistata con due turni d’anticipo.

## Statistiche e record
| Livello | Categoria | Partecipazioni | Debutto   | Ultima stagione | Totale |
| ------- | --------- | -------------- | --------- | --------------- | ------ |
| 2º      | Serie A2  | 2              | 2013-2014 | 2014-2015       | 2      |
| 3º      | Serie B   | 14             | 2002-2003 | 2017-2018       | 14     |
| 4°      | Serie C   | 1              | 2001-2002 | 2001-2002       | 7      |
| 4°      | Serie C1  | 6              | 2019-2020 | 2024-2025       | 7      |
| 5º      | Serie C2  | 1              | 2018-2019 | 2018-2019       | 1      |